# آنا سيمو
آنا سيمو (من مواليد 26 يوليو 1968) سياسية كاتالونية إسبانية. عملت كعضو في الحزب الجمهوري اليساري لكاتالونيا، أصبحت وزيرة الرعاية الاجتماعية وشؤون الأسرة في حكومة كاتالونيا في عام 2003، كجزء من أول حكومة ائتلافية «ثلاثية» شكلها حزب كاتالونيا الاشتراكي، و الحزب الجمهوري اليساري لكاتالونيا ومبادرة من أجل كاتالونيا الخضر، وهو المنصب الذي شغله حتى تمت إزالة وزراء حزبها من الحكومة في مايو 2006.